# Paul Mac
Paul Mac é um músico do cenário eletrônico da Austrália.
Desde o início da carreira até hoje, ele produziu álbuns próprios, produziu músicas para filmes e TV e fez mixagens para artistas como: Powderfinger, Grinspoon, Natalie Imbruglia e Silverchair, sendo que com o Silverchair, ele não só participou efetivamente da produção de 4 dos seus álbuns, como também encabeçou juntamente com Daniel Johns (vocalista e líder da banda Silverchair), um de seus projetos de maior sucesso, o The Dissociatives. Sem contar que ele está sempre acompanhando o Silverchair em shows.